# Chorvatské národní divadlo v Záhřebu
Chorvatské národní divadlo v Záhřebu (chorvatsky Hrvatsko narodno kazalište u Zagrebu), obecně známé pod zkratkou HNK Zagreb, je budova divadelní, operní a baletní scény v chorvatském městě Záhřeb na Náměstí Chorvatské republiky.
Novobarokní budova divadla je mistrovským dílem pozdního historismu rakouského architekta Ferdinanda Fellnera a německého architekta Hermanna Helmera.

## Historie

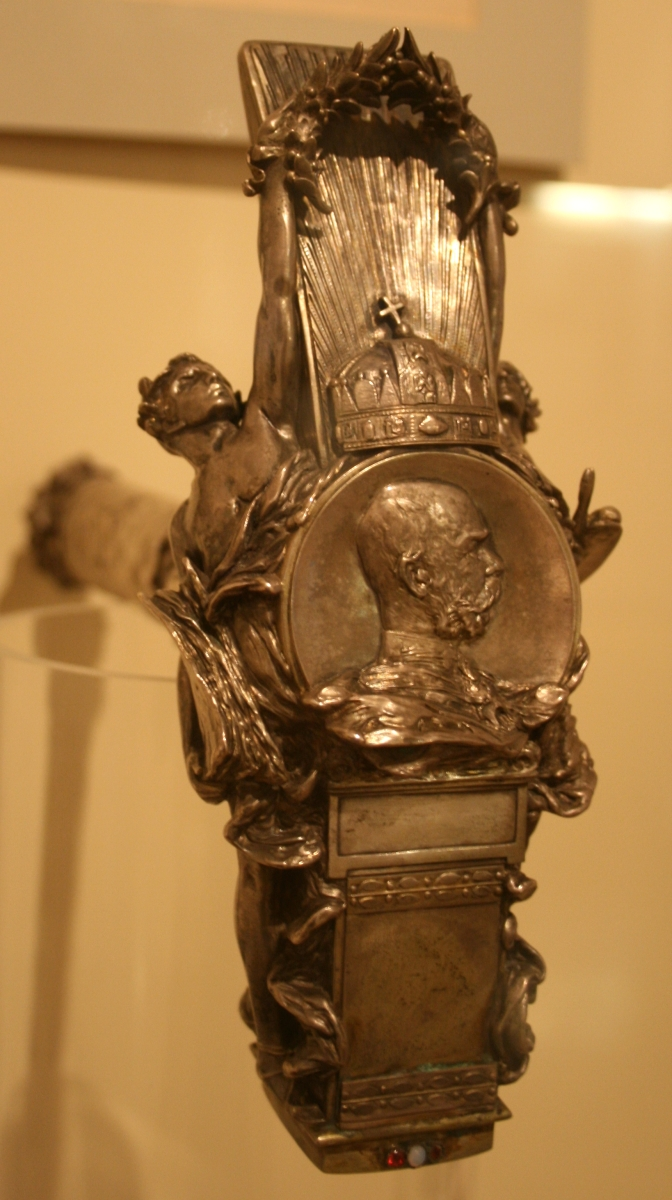
Symbolické stříbrné kladívko, kterým císař František Josef I. divadlo „otevřel“, autor Robert Frangeš Mihanović

První městské divadlo vzniklo v Záhřebu v roce 1836 a sídlilo v budově Staré radnice. Název Chorvatské národní divadlo získalo v roce 1860 a o rok později získalo vládní podporu, tak jako několik dalších evropských národních divadel. V roce 1870 vznikla i národní operní společnost. Původní budova v Horním městě byla v roce 1882 poškozena silným zemětřesením, které postihlo město 9. listopadu. Divadlo a opera se tak v roce 1895 přestěhovala do nově postavené budovy na dnešním náměstí republiky Chorvatsko v záhřebském Dolním Městě, kde sídlí dodnes. Další chorvatská divadla, nesoucí název „národní“ vznikla v dalších městech, v Zadaru (1865), v Dubrovníku (1865), Osijeku (1866), Šibeniku (1870), Varaždíně (1873), Rijece (1885), Karlovacu (1892) a Splitu (1893).
Slavnostního otevření nové budovy se během své návštěvy města 14. října 1895 zúčastnil rakouský císař František Josef I. Divadlo bylo projektem slavných vídeňských architektů Ferdinanda Fellnera a Hermana Helmera, jejichž ateliér Fellner a Helmer postavil mnoho divadelních budov v celém tehdejším mocnářství. Budova záhřebského národního divadla je velmi podobná budova opery v Curychu (1891) a v letech 1892/94 postavenému dvornímu divadlu ve Wiesbadenu (dnes Hessisches Staatstheater Wiesbaden), projektovaným týmž ateliérem.
V divadle pracovalo mnoho předních chorvatským umělců. Prvním manažerem a hlavním dramatikem byl řecko-chorvatský básník Dimitrija Demeter, přední činitel chorvatského národně-obrozeneckého Ilyrského hnutí. Prvním ředitelem byl Ivan Zajc. Jako první dirigent zde v letech 1923 až 1958 působil Jakov Gotovac. Svou kariéru zde začal divadelní režisér Branko Gavella, stejně jako první chorvatská primabalerína Mia Čorak Slavenska nebo mezzosopranistka Dunja Vejzovic.
Premiéru zde 2. listopadu 1897 měla opera Porin Vatroslava Lisinskiho, pod dirigentskou taktovkou Nikoly Fallera. Autor se jí ale nedožil.
Divadlo také hostilo mnoho známých umělců jako například Franze Liszta, Sarah Bernhardt, Franze Lehára, Richarda Strausse, Oskara Nedbala, Gérarda Philipa, Vivien Leighovou, Laurence Oliviera, J. L. Barrraulta, Petera Brooka, Maria del Monaco, José Carreras a další.

## Budova
Výzdobu stropu hlediště vytvořil vídeňský malíř Alexander Demetrius Goltze. Na stropě foyeru v prvním patře obrazu autorova Ivan Tisov (aplikována v roce 1911). Na fasádě budovy jsou umístěny busty významných osob chorvatské kultury – na průčelí Ivan Gundulić a Junije Palmotić, na východní straně Dimitrija Demeter a na západní Vatroslav Lisinski. Kdo je jejich autorem, není známo. Na prostranství před hlavním vchodem je fontána nazvaná Zdenac života („Zdroj“ či „pramen života“), kterou navrhl chorvatský umělec a sochař Ivan Meštrović v roce 1905.
Oslavy 100. výročí otevření budovy se konaly dne 14. října 1995.

## Zajímavost
Dlouholetou hvězdou záhřebského divadla byla Marie Růžičková-Strozzi (1850-1937), herečka českého původu, narozená v Litovli. Je vyobrazena na jedné ze slavnostních opon, jejímž autorem je Vlaho Bukovac. V roce 2011 navštívil divadlo také papež Benedikt XVI. .

## Galerie

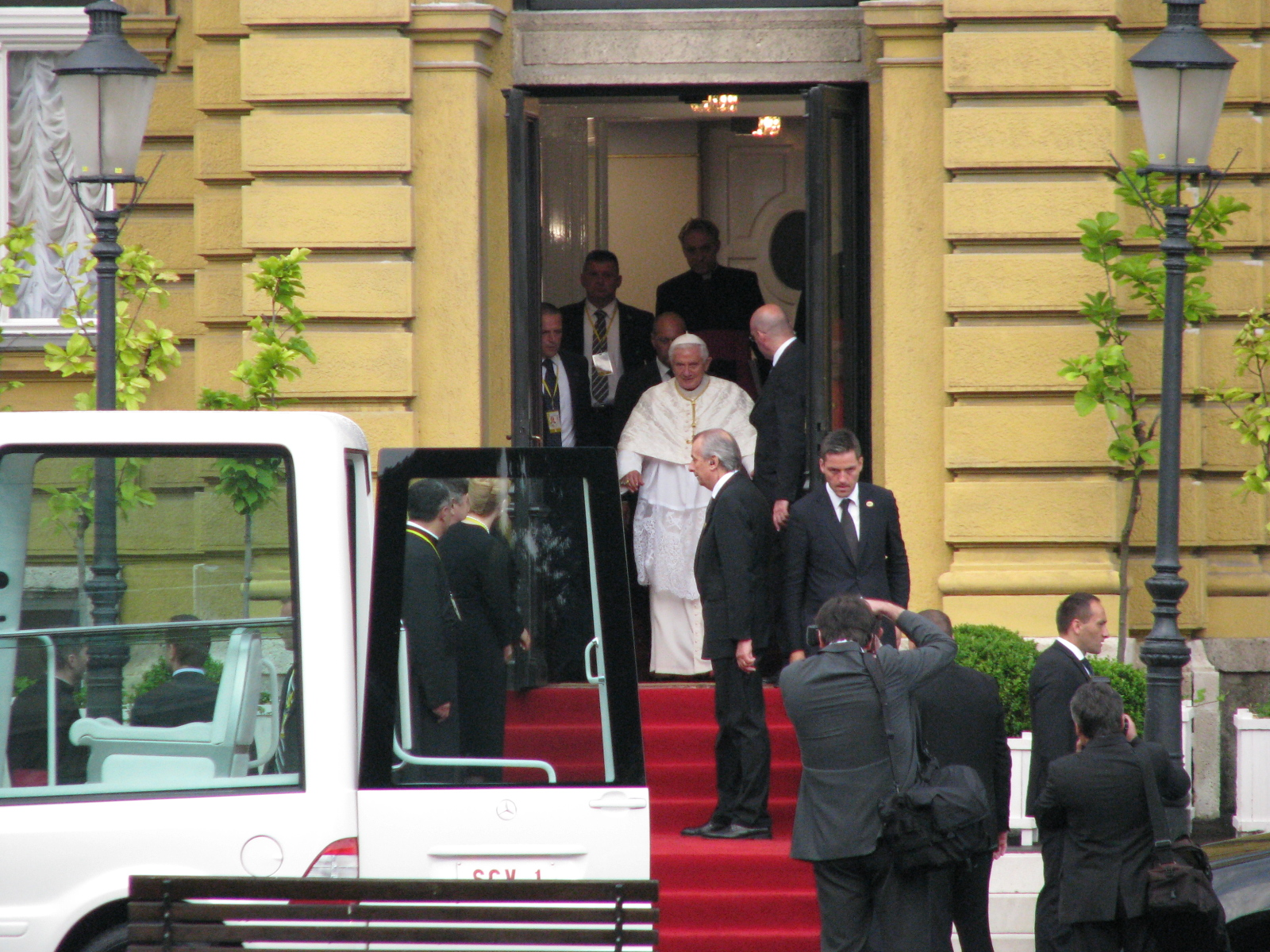
Papež Benedikt XVI. při návštěvě HNK
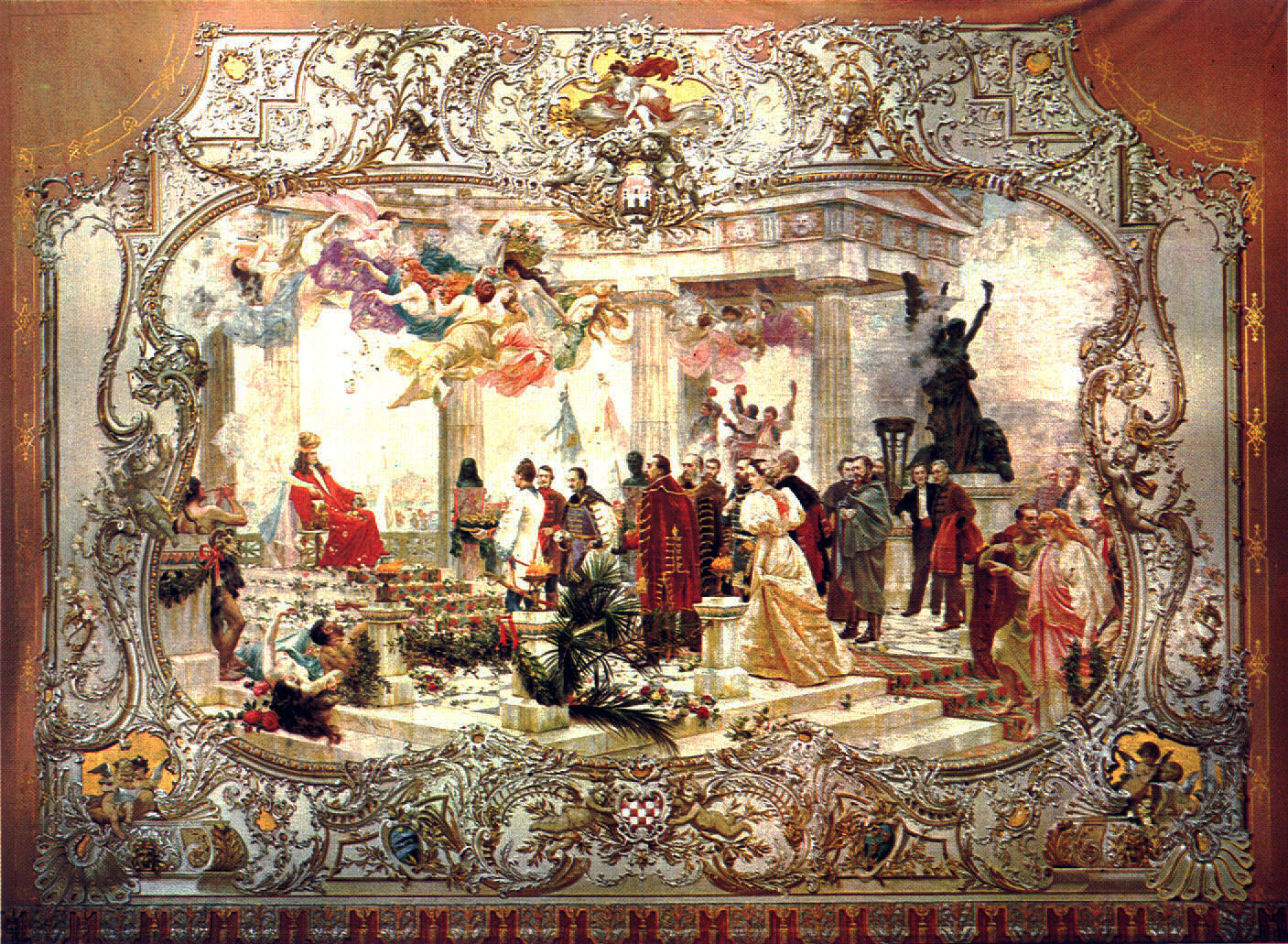
Slavnostní opona, autor Vlaho Bukovac
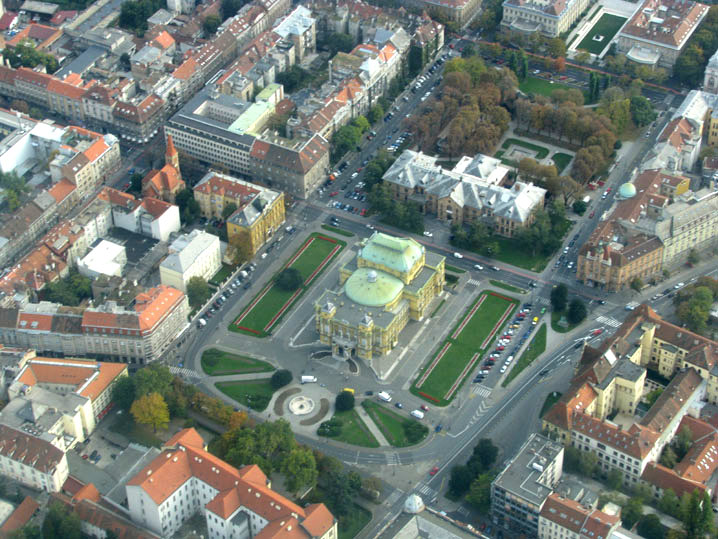
Pohled z výšky
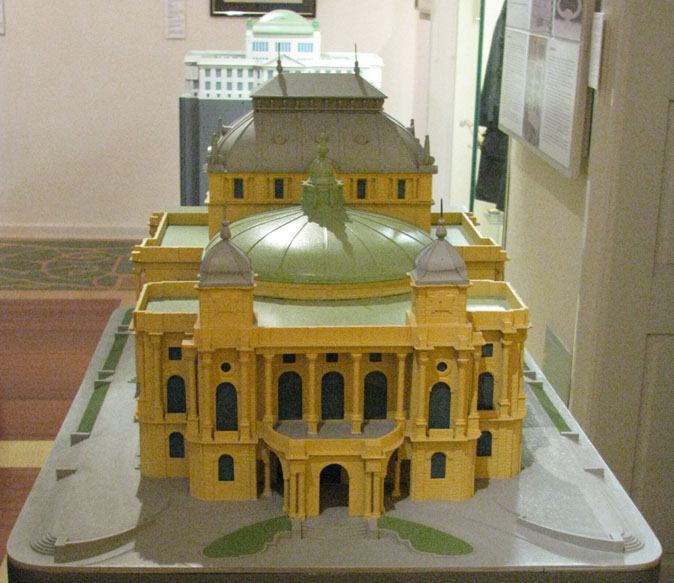
Maketa HNK v Muzeu města Záhřeb
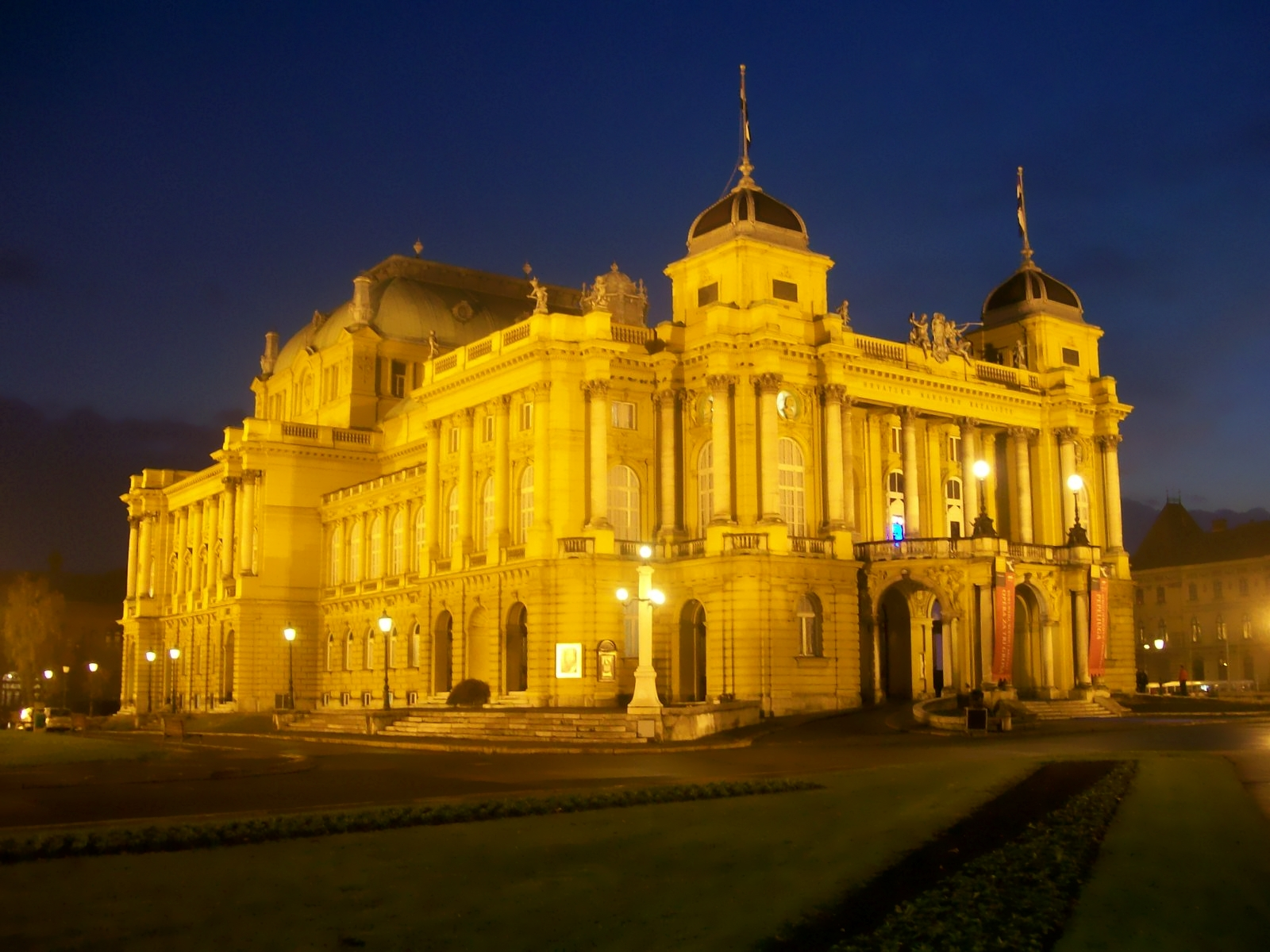
Noční pohled
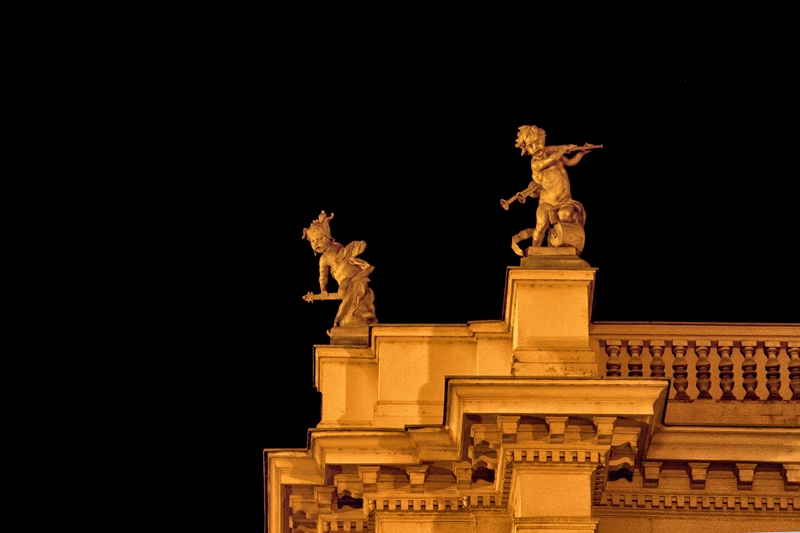
Detail budovy HNK
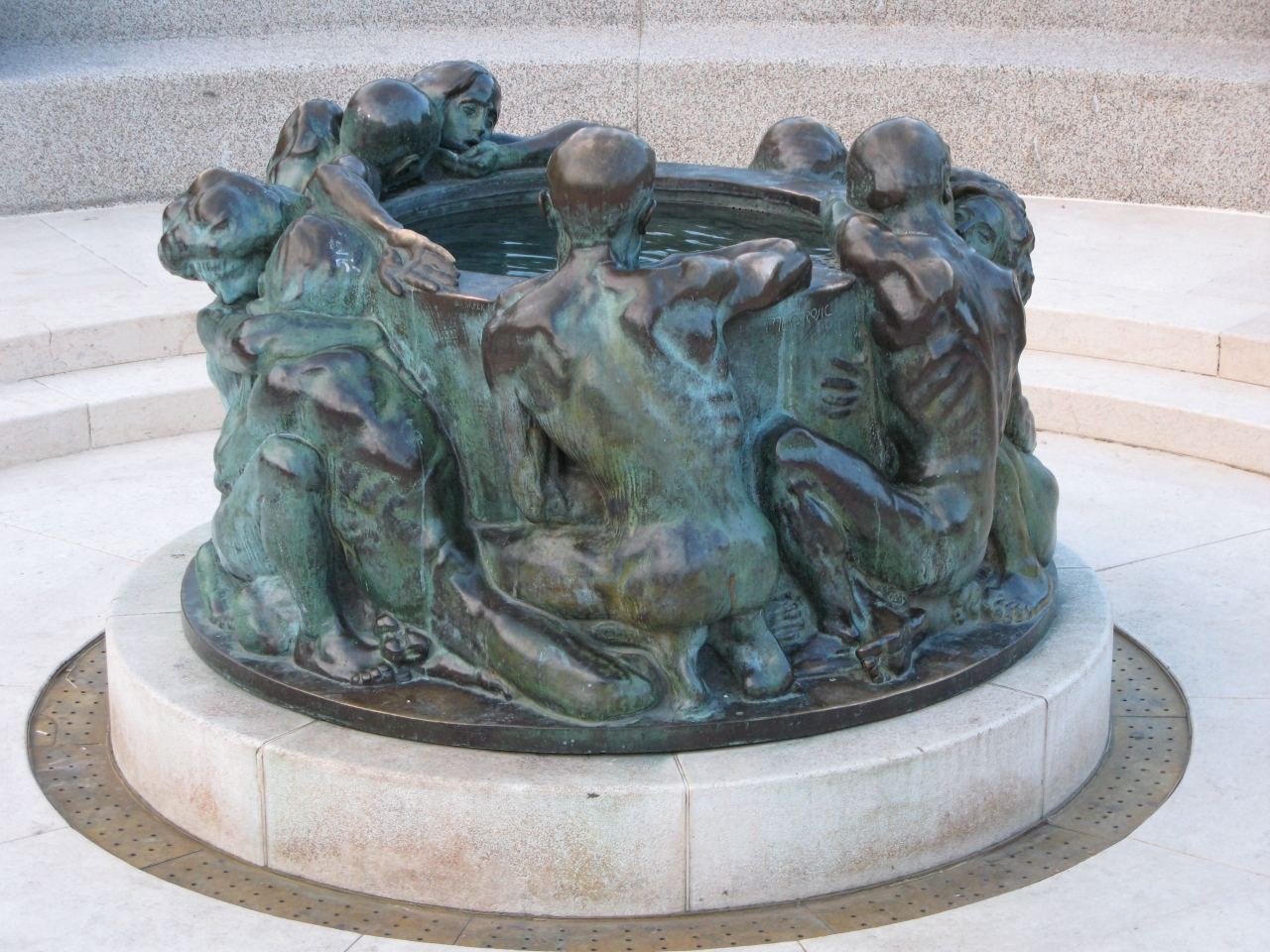
Zdenac života
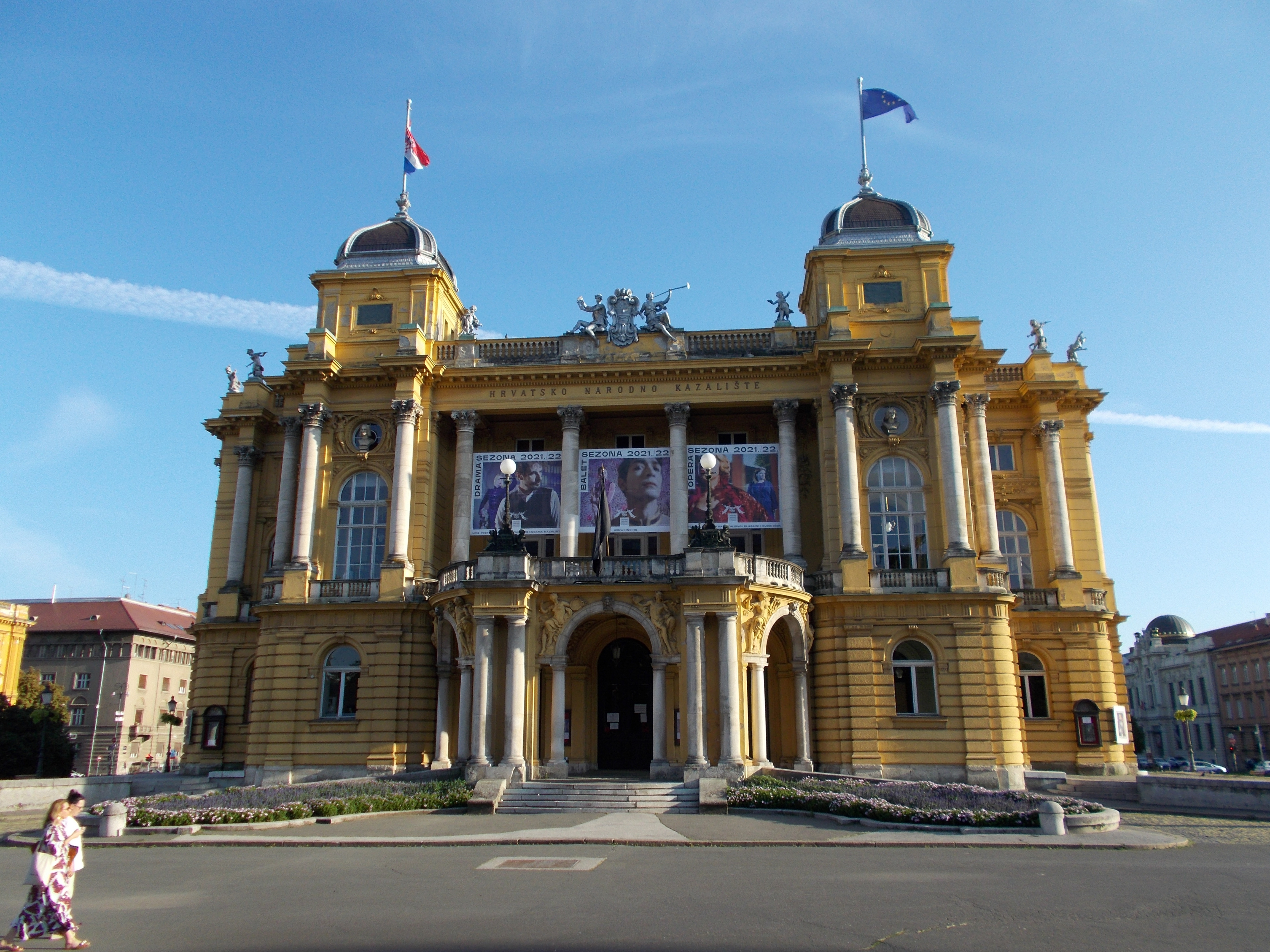
Hlavní vstup
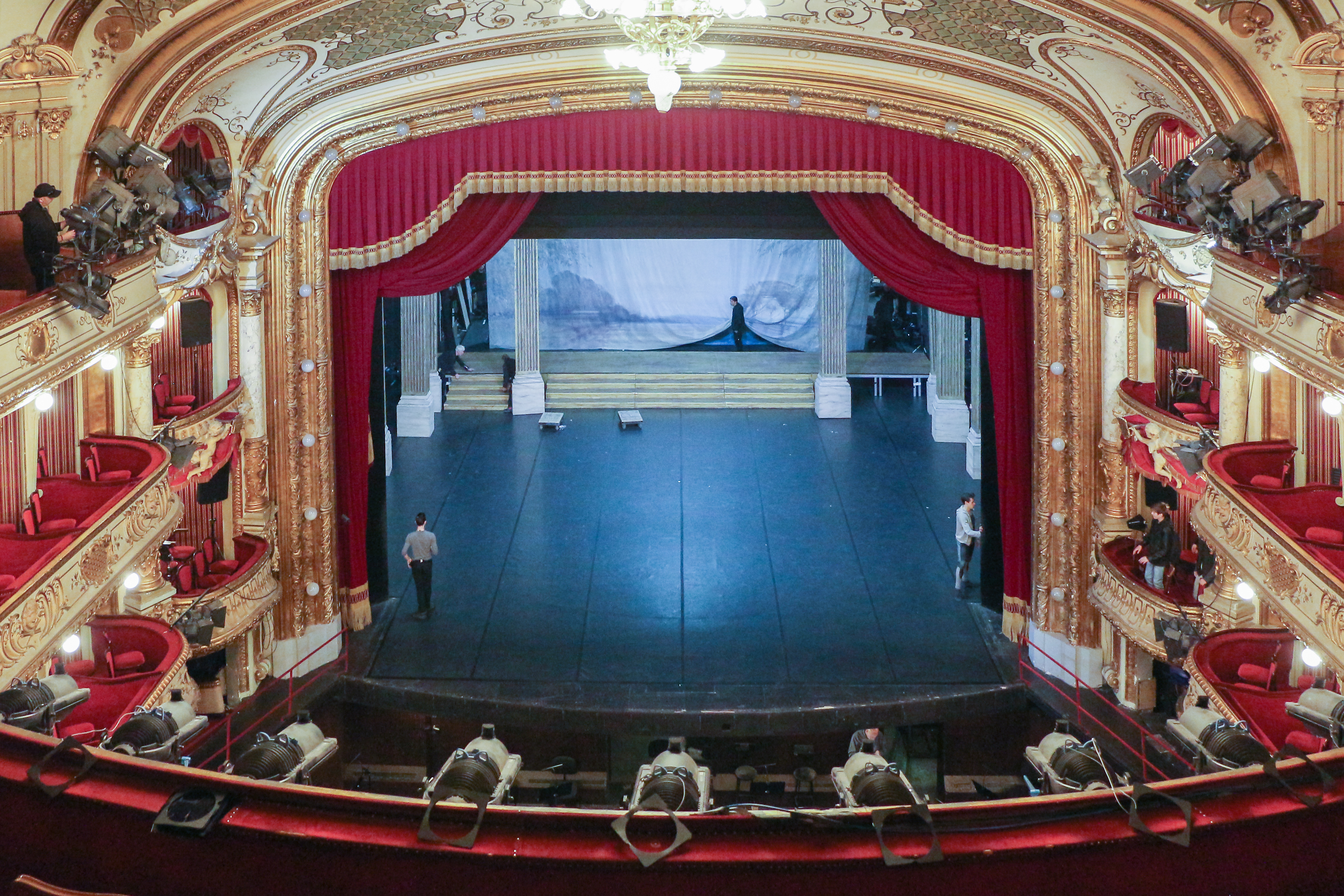
Jeviště
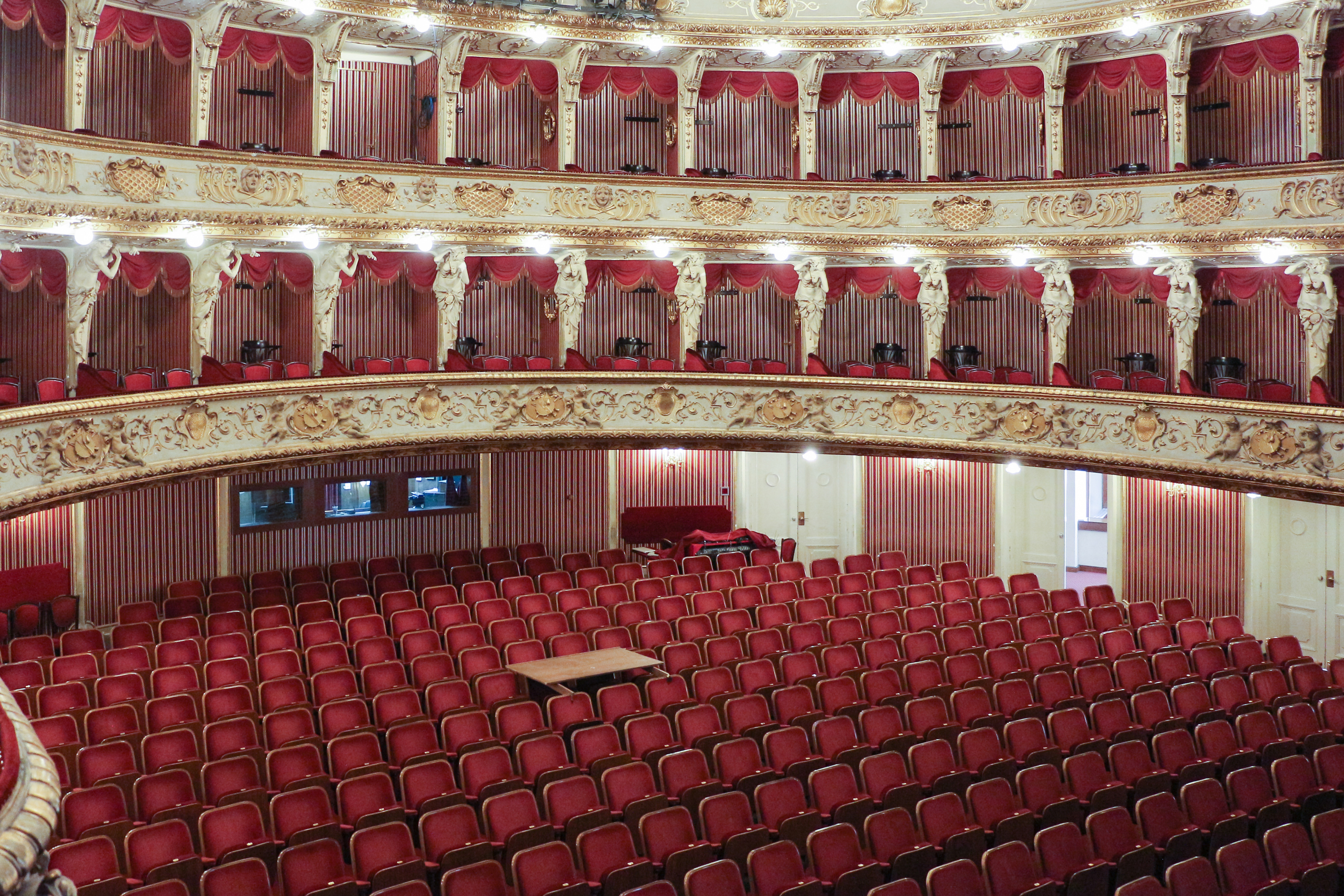
Hlediště
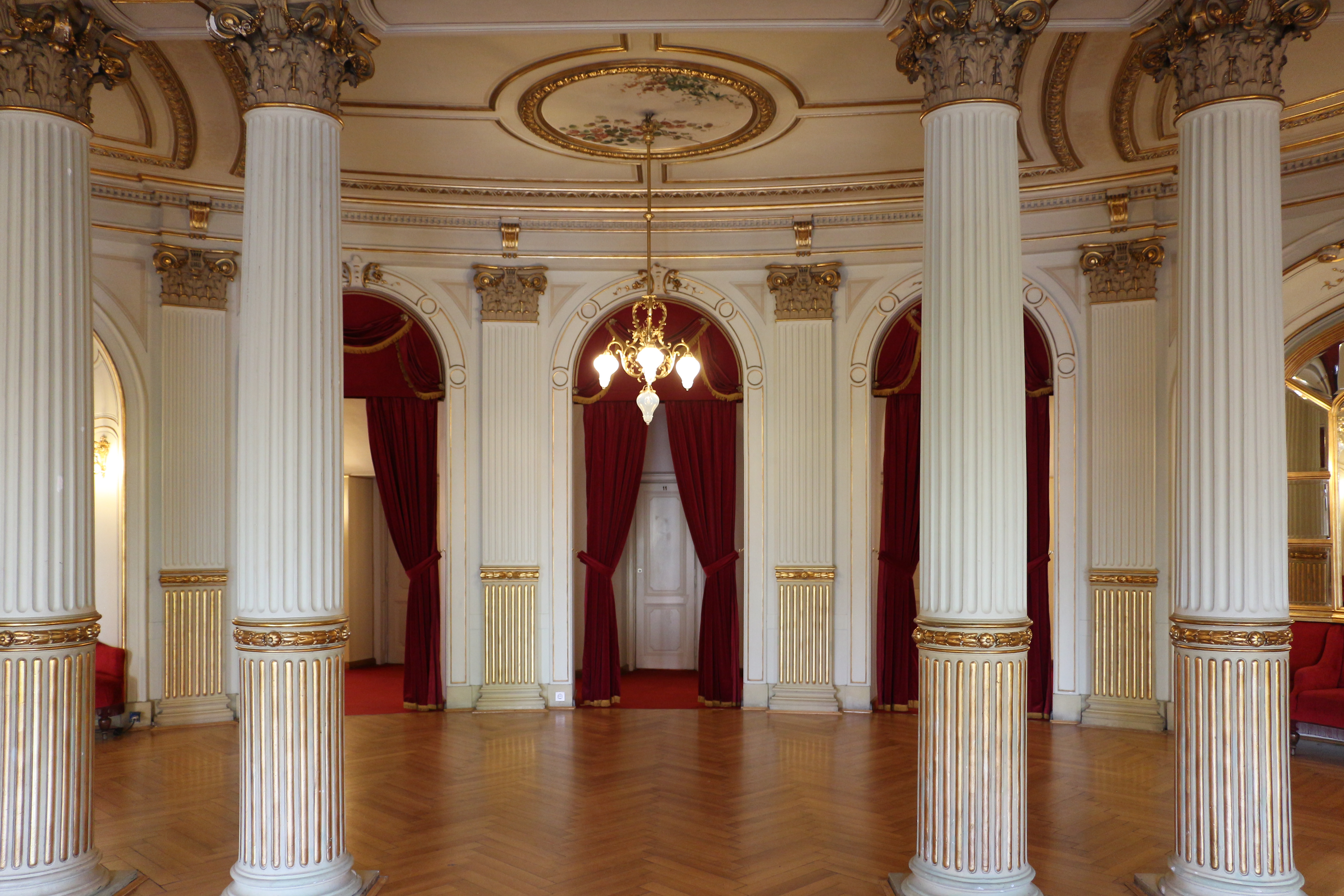
Interiér
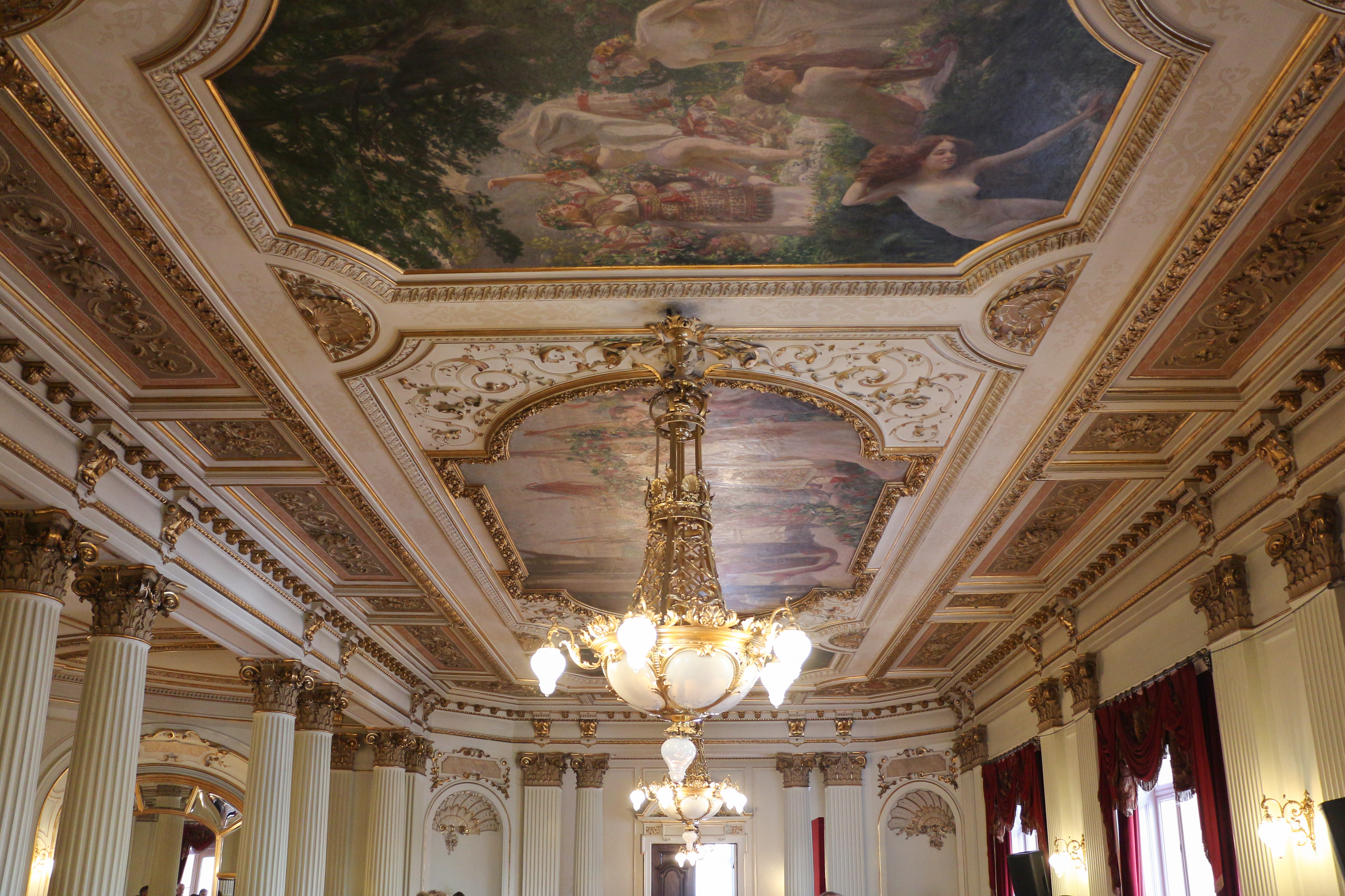
Strop